# Český rozhlas Leonardo
Český rozhlas Leonardo byla celoplošná stanice Českého rozhlasu, zaměřená na popularizaci vědy, techniky, přírody, historie a medicíny. Vysílala v letech 2005–2013. Jejím nástupcem se stala stanice Český rozhlas Plus.

## Historie
Stanice Leonardo zahájila vysílání na internetu 1. září 2005, od 21. října 2005 byla dostupná i v rámci multiplexu DVB-T. Zanikla 28. února 2013 společně s Rádiem Česko a Českým rozhlasem 6. Od 1. března téhož roku je společně nahradila nová stanice mluveného slova Český rozhlas Plus.
Ředitelem stanice byl do roku 2009 Miroslav Bobek, autor projektu sledování goril, reality show Odhalení.

## Pořady
Kromě výroby vlastních pořadů (Monitor, Nula-jednička, Ženšen, Sedmý světadíl, Natura, Zrcadlo, Nebeský cestopis, Třetí dimenze a Vstupte!) přebírala stanice Leonardo populárně naučné pořady jiných stanic Českého rozhlasu (Meteor, Toulky českou minulostí). 

## Edice Leonardo
V rámci Edice Leonardo vydal Radioservis následující tituly:
1. Petr Janeček: Černá sanitka (CD)
2. Marek Junek,  Michal Lukeš,  Michal Stehlík, Robert Tamchyna: Naše osmičky (kniha + CD)
3. František Koukolík: Jak si lidé hrají? (kniha)
4. Antonín Vítek: Stopy na Měsíci (kniha)
5. Jaroslav Petr: Když jdou ryby rybařit (kniha)
6. Václav Větvička: Návraty na místa činů (kniha)